# Judd Winick
Pour les articles homonymes, voir Winick.
Judd Winick, né le 12 février 1970 à Long Island, est un scénariste de bande dessinée et de comics américain.

## Œuvre

### Publications en français
- Catwoman, Urban Comics, collection DC Renaissance

1. La Règle du jeu, scénario de Judd Winick, dessins de Guillem March, 2012  (ISBN 978-2-365-77045-3)
2. La Maison de poupées, scénario de Judd Winick et Ann Nocenti, dessins de Guillem March et Adriana Melo, 2013  (ISBN 978-2-365-77203-7)

- DC Universe, Panini Comics, collection DC

5. Une cause juste, scénario de Judd Winick, dessins de Matthew Clark, 2007
7. Savants fous, scénario de Judd Winick, 2007
- Pedro et moi, scénario et dessins de Judd Winick, Çà et là, 2006  (ISBN 2-916207-06-6)
- Spécial DC, Semic, collection DC

22. Titans & Young Justice, scénario de Judd Winick, dessins d'Alejandro Garza, 2004
- Superman - Shazam! - Coup de Tonnerre, scénario de Judd Winick, dessins de Joshua Middleton, Panini Comics, collection DC Heroes, 2006  (ISBN 2-84538-786-5)
- Superman, Panini Comics, collection DC

12. La Foudre frappe deux fois, scénario de Judd Winick, dessins d'Ian Churchill, 2006

### Publications en anglais
- Batman, DC Comics

687. A Battle within, an Epilogue to Battle for the Cowl, scénario de Judd Winick, dessins d'Ed Benes, 2009
688. Long Shadows, Part One: Old Sins Cast Long Shadows, scénario de Judd Winick, dessins de Mark Bagley, 2009
689. Long shadows, part two: new day, new knight, scénario de Judd Winick, dessins de Mark Bagley, 2009
690. Long shadows, part three : tripwires, scénario de Judd Winick, dessins de Mark Bagley, 2009
691. Long shadows, part four : two knights, two faces, scénario de Judd Winick, dessins de Mark Bagley, 2009
As the Crow Flies, scénario de Judd Winick, dessins de Dustin Nguyen, 2005  (ISBN 978-1-84023-914-0)
Batman: Under the Red Hood, scénario de Judd Winick, dessins de Paul Lee, Eric Battle, Shane Davis et Doug Mahnke, 2011  (ISBN 978-1-401-23145-3)
- Batman and Robin,

23. The Streets run red: Ins and Outs, scénario de Judd Winick, dessins de Guillem March, 2011
24. The Streets run red part 2 : exit strategy, scénario de Judd Winick, dessins de Greg Tocchini, 2011
25. The Streets run red part 3 : boy's night out, scénario de Judd Winick, dessins de Greg Tocchini, 2011
- Batman: Night of the Owls, scénario et dessins collectifs, DC Comics, collection The new 52, 2013  (ISBN 978-1-401-23773-8)
- Batman: The Dark Knight, DC Comics

9. I can no longer be broken, scénario de Judd Winick, dessins de David Finch, 2012
- Batwing, scénario de Judd Winick, DC Comics

1. The Cradle of civilization, dessins de Ben Oliver (en), 2011
2. First blood, dessins de Ben Oliver, 2011
3. We have blood on our hands, dessins de Ben Oliver, 2011
4. Better at terrible things, dessins de Ben Oliver, 2011
5. Like a nightmare coming to life, dessins de Ben Oliver, 2012
6. I am happiest when at war, dessins de Ben Oliver, 2012
7. But there where consequences for us, dessins de Dustin Nguyen, 2012
8. What I am… was born from death, dessins de Dustin Nguyen, 2012
9. You have been judged unworthy, dessins de Marcus To, 2012

- Catwoman, scénario de Judd Winick, DC Comics

1. And most of the Costumes stay on, dessins de Guillem March, 2011
2. I could say that I'll sleep better, but that's a lie, dessins de Guillem March, 2011
3. No one can find any piece of me here, dessins de Guillem March, 2012
4. You… still in the game ?, dessins de Guillem March, 2012
5. This has got to be dirty, dessins de Guillem March, 2012
6. Welcome to the hard way, dessins de Guillem March, 2012
7. But there's no harm taking a good hard look, dessins d'Adriana Melo, 2012
8. I'm good at getting people to do what I need them to do, dessins d'Adriana Melo, 2012
9. Mirrors come in all sizes, dessins de Guillem March, 2012
10. And all that is left is for me, dessins de Guillem March, 2012
11. I'm just refilling my coffers, dessins d'Adriana Melo, 2012
12. It's nice to have someone I can rely on, dessins d'Adriana Melo, 2012

- DC Universe: Decisions, scénario de Judd Winick et Bill Willingham, DC Comics

1. The green endorsement, dessins de Rick Leonardi, 2008
2. The great debate, dessins d'Howard Porter, 2008
3. Time to take a stand, dessins de Rick Leonardi, 2008
4. Power to the people, dessins d'Howard Porter, 2008

- Green Arrow, DC Comics

City walls, scénario de Judd Winick, dessins de Manuel Garcia et Phil Hester, 2004
- Green Arrow and Black Canary, DC Comics

1. Dead Again (Part 1) : Here Comes the Bride, scénario de Judd Winick, dessins de Cliff Chiang, 2007
2. Dead Again (Part 2) : The Naked and the Not Quite so Dead, scénario de Judd Winick, dessins de Cliff Chiang, 2008
3. Dead Again (Part 3) : Hit & Run, Run, Run!, scénario de Judd Winick, dessins de Cliff Chiang, 2008
4. Dead Again (Conclusion) : Please Play Where Daddy Can See You, scénario de Judd Winick, dessins de Cliff Chiang, 2008
5. Child support, scénario de Judd Winick, dessins de Cliff Chiang, 2008
6. Haystack (Part 1) : First needle, scénario de Judd Winick, dessins de Cliff Chiang, 2008
7. Haystack (Part 2) : Greetings from far away lands, scénario de Judd Winick, dessins de Mike Norton, 2008
8. Haystack (Part 3) : the needle, scénario de Judd Winick, dessins de Mike Norton, 2008
9. A league of their own (Part 1) : Rubber and glue, scénario de Judd Winick, dessins de Mike Norton, 2008
10. A league of their own (Part 2) : Step up to the plate and swing away, scénario de Judd Winick, dessins de Mike Norton, 2008
11. A league of their own (Part 3) : The man behind the curtain, scénario de Judd Winick, dessins de Mike Norton, 2008
12. The son of the father. The father of the son, scénario de Judd Winick, dessins de Mike Norton, 2008
13. Home Again, Home Again, scénario de Judd Winick, dessins de Mike Norton, 2008
14. One Door Closes, Another Opens, scénario de Judd Winick, dessins de Mike Norton, 2009
HS. Wedding Special, scénario de Judd Winick, dessins d'Amanda Conner, 2007
- Infinite Crisis, DC Comics

Countdown to Infinite Crisis, scénario de Judd Winick, Geoff Johns et Greg Rucka, dessins de Rags Morales, Ed Benes, Phil Jimenez, Ivan Reis et Jesús Saiz, 2005
- Power Girl, scénario de Judd Winick, dessins de Sami Basri, DC Comics

Bomb Squad, 2011  (ISBN 978-1-401-23162-0)
Old Friends, coscénario de Matthew Sturges, codessins de Hendry Prasetya, 2012  (ISBN 978-1-401-23365-5)
- Red Hood: Lost Days, scénario de Judd Winick, DC Comics

1. The first step, dessins de Pablo Raimondi, 2010
2. Baptism, dessins de Pablo Raimondi, 2010
3. School, dessins de Jérémy Haun, 2010
4. Higher learning, dessins de Jérémy Haun, 2010
5. After school activities, dessins de Jérémy Haun, 2010
6. Benediction and commencement, dessins de Jérémy Haun, 2011

- Star Wars: a Valentine Story, scénario de Judd Winick, dessins de Paul Chadwick, Dark Horse Comics, 2003
- Titans, scénario de Judd Winick, DC Comics

1. The fickle hand, part two: today I settle all family business, dessins d'Ian Churchill, 2008
2. Family affair, part 1: all together now, dessins de Joe Benitez, 2008
3. Family affair, part 2: sins of the father, dessins de Joe Benitez, 2008
4. Family affair, part 3: daddy's little boys, dessins de Joe Benitez, 2008
5. I know your heart because I know mine, dessins de Julián López, 2008
6. Together, together forever, dessins de Julián López, 2008
7. Stuck in the middle with you, dessins de Julián López, 2009
8. No egress, dessins de Howard Porter, 2009
9. Walk with me, dessins de Howard Porter et Jim Calafiore, 2009
10. Adult swim, dessins de Howard Porter, 2009